# William Hook
Pour les articles homonymes, voir Hook.
William Edward Hook ou Bill Hook est un joueur d'échecs américain puis britannique né le 28 mai 1925  à New Rochelle aux États-Unis et mort le 10 mai 2010 à Silver Spring.
Hook représenta les îles Vierges britanniques et les îles Vierges des États-Unis lors de 17 olympiades d'échecs de 1968 à 2008 et remporta la médaille d'or individuelle au premier échiquier en 1980 et la médaille d'argent individuelle en 1976.

## Biographie et carrière
Hook est né aux États-Unis en 1925 dans l'État de New York. Dans les années 1940, il fut exempté de service militaire quand on diagnostiqua qu'il était malade de la tuberculose. Hook vécut dans les années 1950 à New York et suivit, grâce à une bourse, des cours d'art interrompus par de longues périodes passées dans des hôpitaux pour soigner sa maladie. Il passait ses loisirs à jouer aux échecs dans le club situé sur la 42e rue et dirigé par le Canadien Harold Fisher.
Artiste peintre et photographe, Hook s'installa avec sa femme au début des années 1960 sur l'île de Cooper dans les îles Vierges britanniques. À la fin des années 1960, il représenta les îles Vierges britanniques lors de tournois zonaux qui faisaient partie des tournois de sélection pour le championnat du monde d'échecs ainsi que du championnat panaméricain d'échecs.
En 1968, Hook participa à sa première olympiade à la tête de l'équipe des îles vierges britanniques à l'olympiade de Lugano. En 1970, deux équipes représentant les  îles Vierges britanniques et les  îles Vierges des États-Unis durent fusionner pour former une seule équipe. De 1974 à 1990, Hook joua sans interruption  aux olympiades au premier échiquier de l'équipe des îles Vierges britanniques, puis, en 1992, au premier échiquier de l'équipe des îles Vierges des États-Unis, puis au deuxième échiquier des îles Vierges britanniques en 1994. Après une interruption de 8 ans, il joua au deuxième échiquier des îles Vierges britanniques de 2002 à 2008.
Au premier échiquier de l'équipe des îles Vierges britanniques, Hook remporta la médaille d'argent individuelle en 1976 (avec 10 points sur 13, derrière le Néerlandais Jan Timman) et la médaille d'or individuelle en 1980 avec 11,5 points sur 14.

## Publications
Rober Wade est l'auteur de :
- (en) Hooked on Chess, A Memoir, New in Chess, 2008  (ISBN 90-5691-220-8).